# Eletroforese bidimensional

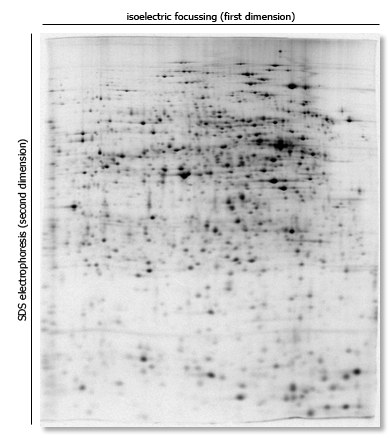
Figura de um gel de poliacrilamida, contendo proteínas (pontos escurecidos) separadas por eletroforese bidimensional: a seta horizontal indica a separação de proteínas com base nas diferenças de ponto isoelétrico e a seta vertical indica o sentido de separação das proteínas com base na diferença de massa molecular, daí o termo "bidimensional".

Eletroforese bidimensional em gel, abreviado como 2-DE ou eletroforese 2-D, é uma forma de eletroforese em gel geralmente utilizada para análise e separação de proteínas em mistura.

## Descrição
Em um experimento de eletroforese bidimensional em gel, as proteínas (ou outras moléculas) são separadas em duas dimensões, de modo que todas as proteínas/moléculas se espalhem por todo o gel. Como é provável que duas proteínas possuam propriedades químicas e estruturais diferentes, as moléculas serão mais eficazmente separadas por eletroforese bidimensional do que em eletroforese monodimensional. As duas propriedades usadas  neste tipo de separação são o ponto isoelétrico e a massa molecular.
Na primeira etapa do experimento, as proteínas são separadas com base nas diferenças de ponto isoelétrico, sendo esta primeira etapa chamada de focalização isoeléctrica (IEF). A amostra é aplicada em uma fita gelatinosa que possui um gradiente de pH e em seguida, é submetida a um potencial elétrico. Assim, as proteínas migrarão até que o ponto isoelétrico seja alcançado, isto é, o ponto em que a carga global sobre a proteína é 0 (uma carga neutra). Neste ponto, a proteína pára de migrar, ocorrendo então a primeira etapa de separação.
Na próxima etapa, as proteínas serão separadas pela diferença de massa molecular. A fita gelatinosa - contendo as proteínas separadas por diferença de ponto isoelétrico - é anexada a um segundo gel (de forma quadricular, como mostrado na figura), que permitirá a migração destas proteínas na segunda dimensão (SDS-PAGE). Na segunda dimensão, um potencial elétrico é aplicado novamente, mas a um ângulo de 90 graus a partir do primeiro campo. As proteínas serão atraídas para o lado mais positivo do gel. O gel atua como uma peneira molecular, e portanto, quando a corrente é aplicada, separa as proteínas com base no seu peso molecular: as proteínas maiores, migrarão vagarosamente pelo gel, ficando mais retidas, e as proteínas menores se locomoverão mais rapidamente, se depositando na região mais baixa do gel.
O resultado disto é um gel com proteínas espalhadas sobre a sua superfície. Estas proteínas podem ser detectadas por uma variedade de reagentes de revelação, sendo o nitrato de prata e o azul de Coomassie os mais utilizados. No primeiro caso, uma solução de nitrato de prata é aplicada ao gel. A prata liga-se a grupos de cisteína na proteína e o complexo formado torna-se escurecido pela exposição à luz ultra-violeta.